# Zygmunt Ułanowicz

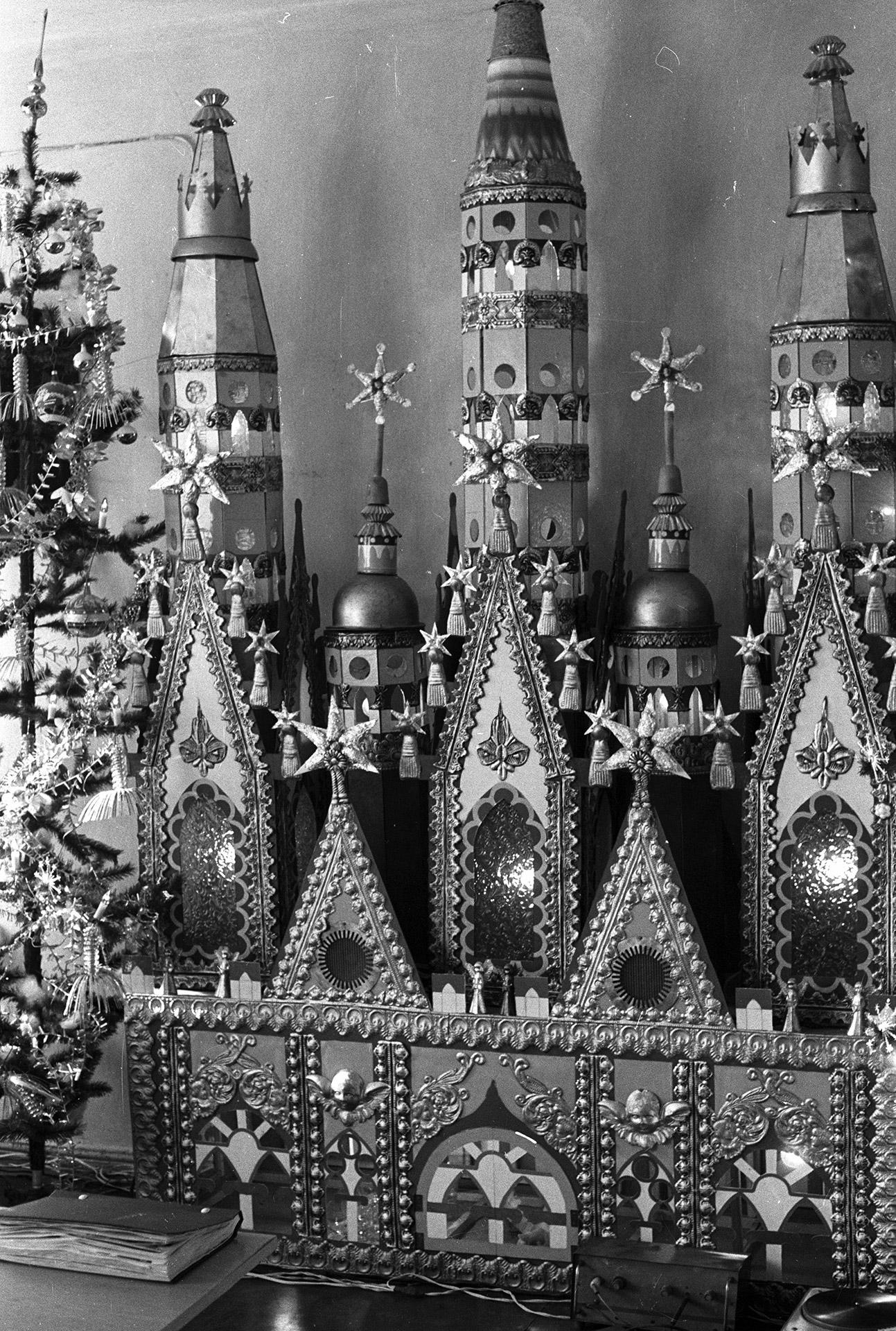
Szopka autorstwa Zygmunta Ułanowicza. Źródło: https://commons.wikimedia.org/wiki/File:Szopka_wykonana_przez_Zygmunta_Ułanowicza_(ur._1926_r.)_-_Pawłówka_Nowa_-_002876n.jpg

Zygmunt Ułanowicz (17 czerwca 1926 - 4 listopada 2002) – urodzony w Śmieciuchówce, współtwórca zespołu ludowego „Przeroślaki”, autor „Wędrówek muzycznych po świecie"

## Życiorys
Urodził się 17 czerwca 1926 r. we wsi Śmieciuchówka (gmina Przerośl, powiat suwalski), gdzie wychowywał się wraz z trzema braćmi (Antonim, Henrykiem i Edwardem). Ukończył sześć klas szkoły podstawowej, z czego cztery w szkole w Śmieciuchówce i dwie w szkole w Pawłówce. Dalszą naukę przerwała wojna. Z tego okresu (druga wojna światowa), jak pisze Paweł Nawalski, najtragiczniejszym wspomnieniem Ułanowicza było aresztowanie przez Niemców najstarszego brata Antoniego, jego późniejsza wywózka i śmierć w obozie koncentracyjnym w Stutthofie.
Po wojnie Zygmunt Ułanowicz gospodarował wraz z bratem na gospodarstwie rodziców, był także od 1970 r. organistą w kościele w Pawłówce (funkcję tę sprawował praktycznie do końca życia, nawet po przenosinach do Suwałk). W 1973 r. zaczął pracować w Domu Kultury w Przerośli. Wówczas, razem z Józefem Podziewskim, założył zespół folklorystyczny „Przeroślaki”, w którym pełnił rolę długoletniego kierownika muzycznego oraz grał na akordeonie. 
W 1979 r. ożenił się z wdową Marianną Podziawską. 
13 grudnia 1981 r. zamknięto przeroski Dom Kultury, wtedy też Ułanowicz stracił pracę. Zatrudnił się jako stróż w kółku rolniczym, po jego rozwiązaniu stróżował w sklepach Gminnej Spółdzielni. Pracował do 1990 r., po czym przeszedł na emeryturę, a rok później wspólnie z żoną przeprowadził się do Suwałk, gdzie spędził ostatnie 11 lat swego życia. Tu, w kościele pod wezwaniem św. Alberta (osiedle Kamena),  pracował jako organista, następnie wraz z żoną (…) jako kościelny. Zmarł niespodziewanie 4 listopada 2002 r. Został pochowany na cmentarzu parafialnym w Nowej Pawłówce.

## Działalność
Od wczesnego dzieciństwa odznaczał się Ułanowicz wyjątkowym talentem muzycznym. Jak rzadko kto, nie znając nut, potrafił odtwarzać zasłyszane melodie ze słuchu. Jan Bacewicz, historyk-regionalista, pisał w swoim artykule: Zygmunt grał na wszystkim, choć nie znał ani jednej nuty. Doskonały słuch, wyczucie i wrażliwość muzyczna pozwoliły mu rozwijać swoje zainteresowania muzyczne, które z jednej strony były pasją, z drugiej zaś pozwalały na zarobkowanie. Udało mu się założyć małą kapelę, z którą grał na weselach. Zwieńczeniem jego muzycznych występów było powołanie do życia, wespół z Józefem Podziewskim, zespołu folklorystycznego „Przeroślaki”. W kapeli występowali muzycy i śpiewacy z najbliższej okolicy, amatorzy odznaczający się jednak dużym wyczuciem muzycznym. O wysokim poziomie artystycznym zespołu świadczyły komentarze: zawodowcy się poprzebierali  w ludowe stroje i udają amatorów.
Wielką pasją Ułanowicza były stare zegary. Gromadził je, katalogował, poznawał ich historię. Kolekcja liczyła ponad siedemdziesiąt egzemplarzy.
Był także autorem scenariuszy kolędniczych i tekstów szopek noworocznych, ale przede wszystkim cyklu „Z melodią i piosenką przez świat” - wędrówek podróżniczych po świecie. Ułanowicz w siedmiu grubych zeszytach opisał turystyczne peregrynacje przez pięć kontynentów i ponad 60 krajów. Wiadomości dotyczące opisywanych miejsc i obiektów czerpał z dostępnych książek i kupowanych czasopism, m.in. z „Poznaj Świat”, „Panorama Północy”, „Morze”. Przygotowany materiał zawarty w brulionach zrobił ogólnopolską karierę. W radiu Warszawa poszło dziesięć audycji [zrealizowanych na podstawie brulionowych zapisków], kilka w rozgłośni białostockiej. Zygmunt Ułanowicz z trudem odzyskał – po pięciu latach, sześciu miesiącach i siedmiu dniach – cenne zeszyty.
Kolejną pasją Ułanowicza stało się budowanie szopek bożonarodzeniowych. Pierwsza (z pięciu) powstała w 1946 r., „w stylu ludowym” - jak twierdził sam autor. Kolejne szopki były budowane na wzór słynnych szopek krakowskich. Ta, skonstruowana w 1972 r. została wystawiona w okresie świąt bożonarodzeniowych w kościele w Pawłówce, natomiast szopka z 1985 r. brała udział w konkursie zorganizowanym przez muzeum w Węgorzewie, gdzie zdobyła pierwszą nagrodę.

## Ciekawostki
W 1986 r. Marek Cezary Wójcicki nakręcił film „Muzy nocnego stróża” zakupiony przez telewizję szwajcarską, a poświęcony osobie Zygmunta Ułanowicza.